# تپه زاهدکلا
تپه زاهدکلا مربوط به عصر آهن است و در شهرستان بابلسر، بخش فریدونکنار، دهستان امامزاده عبدا، روستای زاهد کلا واقع شده و این اثر در تاریخ ۲۶ اسفند ۱۳۸۶ با شمارهٔ ثبت ۲۱۹۴۸ به‌عنوان یکی از آثار ملی ایران به ثبت رسیده است.